# Yoldia seminuda
Yoldia seminuda är en musselart som beskrevs av Dall 1871. Yoldia seminuda ingår i släktet Yoldia och familjen Yoldiidae. Inga underarter finns listade i Catalogue of Life.